# クラフトボス
クラフトボスとは、サントリーフーズのRTD系飲料のブランドである。2017年4月4日、最初の製品となるペットボトル入りコーヒー飲料「クラフトボス ブラック」が発売されて以来、コーヒー以外の飲料も展開している。

## 歴史

### 誕生まで
当時勢いのあったコンビニコーヒーに立ち向かうため、サントリーはコンビニコーヒーとボトル缶コーヒーの違いを調べる中で「アイスのコンビニコーヒーは、氷が溶けたところでストローで吸い上げると気持ちが良い」という回答を得る。サントリーは、コーヒーと爽快さの関連に違和感を持っていたものの、氷が入っているためそう感じるかもしれないと思い、これをコンセプトに1年をかけて新商品を開発した。また、コンビニやショップのアイスコーヒーは透明なプラスチック容器で提供されるため、中身がわかりやすものにしようということになった。缶コーヒーよりもペットボトルを好むITワーカーに聞き取りを行ったところ、「手書き文字」をはじめアナログさや手作り感を重視していることを知る。彼らが日常においては他者とのつながりを重視していることから、商品名に「クラフト」を冠するに至った。

### 「クラフトボス・ショック」
「クラフトボス ブラック」は2017年4月4日に発売された。2017年6月にはクラフトボス第2弾である「クラフトボス ラテ」が発売され、サントリーの予想を超える人気からほどなくして出荷停止に追い込まれ、10月に販売を再開した。また、同時期には「クラフトボス」の第3弾として、「クラフトボス ブラック」のホット仕様「クラフトボス ブラック ホット」が発売された。
このヒットはのちに「クラフトボス・ショック」と呼ばれた。また、クラフトボスは元々ITワーカーを想定していたが、缶コーヒーになじみのない大学生や女性にも好評だった。やがて、「ジョージア ジャパン クラフトマン」（コカ・コーラ）や「UCC BLACK COLD BREW」（UCC上島珈琲）など競合製品の参入も相次いだ。

### 茶系飲料への進出
市場調査を通じ、コーヒーが飲めない者たちの間にも「クラフトボス」のコンセプトへの共感が広まっていたことが判明する。また、コーヒーだけでは働くひとびとの課題解決に限界があるのでは？という問題意識から、コーヒー以外の製品の開発も進められた。そして、2019年3月19日には「クラフトボス」ブランドから無糖紅茶「クラフトボスTEA ノンシュガー」が発売された。
さらに、2019年7月2日には 「クラフトボス ミルクティー」が発売された。こちらは独自技術によって紅茶の香りを高温・短時間で抽出しつつも渋みを最小限に抑えたことや、容器のスタイリッシュなデザインから紅茶飲料のユーザーの拡大につなげたと見る向きもあった。
さらに、2020年3月3日には「クラフトボス スペシャリティ微糖」が発売された。「スペシャリティ微糖」は技術の進歩によりコーヒー賞にノミネートされた。コロナウイルスの流行により需要が増える一方、サントリーは夏向けの商品は飲みやすさを優先し、秋冬向けは眠気をクールダウンするようコクを強化する方針を立てた。同じ年の7月には、カフェインレスコーヒー「クラフトボス デカフェ」が発売された。このような製品が発売された背景について、「J-CAST」はコロナウイルスの流行に伴う健康意識の高まりを指摘している。
茶系飲料において、緑茶が最も大きな割合を占めていたものの、これらの宣伝では伝統や格式を重んじる形式にあり、軽やかで現代的なイメージを持つ本製品とは相いれないため、茶系飲料への進出に際しては候補から外された。それでも、サントリーは抹茶ラテがミルク飲料の新たなカテゴリになることや、抹茶の消費量の増加から抹茶ラテの開発・研究を進めていた。折しもコロナウイルスの流行によって働き方が変化したことから、2021年初頭からクラフトボスのラインナップの一環として発売することにした。この抹茶ラテにはサントリーの日本茶ブランド「伊右衛門」のノウハウが応用されているが、伊右衛門ではなく、日本茶とは無関係なクラフトボスから出すことで市場の活性化を図った。クラフトボスよりも先に、競合製品である「綾鷹」から「綾鷹カフェ 抹茶ラテ」が発売されており、サントリー側は「綾鷹カフェ 抹茶ラテ」と差別化を図るために開発したわけではないとしている。また、「クラフトボス 抹茶ラテ」の好評を受け、希釈用飲料でも同様のフレーバーが展開されたほか、2022年には「伊右衛門」からも抹茶ラテ「伊右衛門 恋甘（こいあま）」が発売された。
2021年2月に発売された「クラフトボス フルーツティー」においても、競合製品である午後の紅茶から「ザ・マイスターズ フルーツティー」が発売された。

### 2022年～2024年：ラインナップの多様化、「甘くないイタリアーノ」の成功
2022年には、新橋のジューススタンドをヒントにした「クラフトボス フルーツオレ」を世に送り出した。
2023年2月28日には動物性の乳原料と植物由来の素材をブレンドした「クラフトボス コーヒーニューニュー」3種（ソイ&ミルク・ソイラテ・ソイバナナオレ）が登場した。当時人気のあった小容量タイプに加え、「ソイ&ミルク」には450mlペットボトルも設定された。また、5月には「コーヒーニューニュー」に期間限定フレーバー「ソイハニー」が加わった。
同年4月には「甘くないイタリアーノ」が発売された。この商品は、ペットボトルコーヒー市場でブラックとラテに次ぐ、第3のカテゴリが定着しないことを背景に開発され、カフェショップの愛好者だけでなく、幅広い年齢層の支持を集めた。また、この製品は無糖ラテ市場の開拓に成功した商品としてみなされるようになった。また、半年後の2023年10月3日にはホットも出た。
2023年9月19日には 「クラフトボス ソイラテ」が発売。
2024年3月、あと一息を頑張りたいとき向けの商品として、280mlペットボトル入り製品群「パワーインラテ」シリーズを展開した。また、2024年5月には、「持ち運べるカフェ」というコンセプトの元、基幹製品の味覚設計やパッケージを変更した。

### 2025年：「クラフトボス 世界のTEA」シリーズの展開、希釈用飲料の追加、フラッペ飲料の発売
2025年3月下旬からは、カフェ需要に狙いを定め、紅茶以外の茶葉や材料を用いた「アレンジティー」のシリーズ、「クラフトボス 世界のTEA」シリーズを展開した。うち有糖の「ティーレモネードwithクールライム」（2025年3月18日発売）では、レモンの味わいを再現するために、サントリーグループの酒類部門で培った香味設計が応用されている。
世界のTEAシリーズの開始と同じ時期には、希釈用飲料として発売されていた「割るだけボスカフェ」シリーズが、「割るだけクラフトボスカフェ」としてリニューアルし、「クラフトボス」ファミリーの一員となった。
2025年4月には、初のフラッペタイプの飲料である「クラフトボス 凍らせてラテ・フラッペ」が発売された。この製品が生まれた背景には、「フレーバーラテ」がユーザーにとって新鮮さを失っていることにあり、一目で新しいとわかる商品を生み出すことに挑戦すべきという考えから誕生に至った。フラッペはカフェの定番メニューとして認知されている一方、ペットボトル商品としての前例がないため、ネーミングやデザイン面においてはわかりやすさが重視されたほか、ラベルの側面には、ペンギンのイラストが描かれた飲み方の説明があしらわれた。凍結飲料は、飲み始めの味わいが濃く、飲み進めるにつれだんだん薄くなってしまう傾向があったため、「凍らせてラテ・フラッペ」の開発に際しては最初から最後まで味わいを均一にする目標が立てられ、試行錯誤の末、氷菓の知見を応用した味覚設計となった。また、開発当初は氷が固くなってしまっていたが、フローズンドリンクなども参考にシャーベットのようななめらかな口当たりを実現した。
2025年4月にはサントリー初となるアサイー飲料「クラフトボス ベリー＆アサイー」が発売された。「食品新聞」によると、この製品は大きな販促活動をしていなくても売れ行きが好調だったという。この製品が発売された当時はアサイーがブームになっていたものの、アサイーボウルをはじめ高価なものが多く、クラフトボスによって手軽にアサイーを楽しめるようになったと言われている。また、この製品は仕事中に飲むことを想定しており、実際の購入者層も30代から50代の男性が多くを占めていた。同時期に発売された「クラフトボス レモン＆カボス」も「ベリー＆アサイー」ほどではないとはいえ、高いリピート率を記録した。

## ラインナップ

### コーヒー飲料およびコーヒー入り清涼飲料規格
特記がない限りコールド専用である
| 商品名                                     | 発売時期                                 | 容量                             | 備考 |
| ------------------------------------------ | ---------------------------------------- | -------------------------------- | --- |
| ブラック                                   | 2017年4月4日 2021年5月25日（ラベルレス） | 500mlPET                         | ラベルレスは24本入のケース製品として、Amazon.co.jpやアスクル等の一部ECサイト限定で発売。                                                                                  |
| ポケットラテ                               | 2021年2月9日                             | 280mlPET                         | |
| ブラウン                                   | 2018年6月19日 2019年4月23日（280mlPET）  | 280mlPET（自販機専用）・500mlPET | 2019年4月23日のリニューアルにてミルクを増量したことで、「コーヒー」から「コーヒー飲料」に規格変更した。 2020年に「クラフトボス スペシャルティ微糖」と入れ替わる形で終売。 |
| アイスバニララテ                           | 2021年6月8日                             | 500mlPET                         | 期間限定品 |
| ポケットラテ                               | 2021年2月9日                             | 280mlPET                         | |
| ポケットラテ 甘くないラテ                  | 2021年2月9日                             | 280mlPET                         | |
| ポケットラテ ヘーゼルナッツラテ            | 2021年6月8日                             | 280mlPET                         | |
| クラフトボス ポケットラテ カフェモカ       | 2021年9月14日                            | 280mlPET                         | |
| ダブルショコララテ                         | 2022年1月25日                            | 500mlPET→温冷兼用280mlPET        | 期間限定品。2022年9月13日のリニューアルに際し、自動販売機限定の280mlPETへ移行された。                                                                                     |
| ビターキャラメルラテ                       | 2021年9月21日                            | 500mlPET                         | 期間限定品 |
| デカフェ                                   | 2020年7月7日                             | 500mlPET                         | カフェインレスタイプ |
| 贅沢コールドブリュー ブラック              | 2022年3月8日                             | 600mlPET                         | |
| 微糖                                       |                                          | 500mlPET 280mlPET                | 自動販売機限定、280mlPETは発売終了 |
| オールドブラック                           | 2022年9月13日                            | 500mlPET                         | 30周年記念製品「クラフトボス ブレンド珈琲」へ継承。 |
| メローラテ                                 | 2022年9月13日                            | 500mlPET                         | 30周年記念製品「クラフトボス ミルク珈琲」へ継承。 |
| ミルキープレッソ ダブルホワイトラテ        | 2022年4月12日                            | 300mlPET                         | 乳原料に植物由来原料をブレンドする「ハイブリッドニューミルク製法」を用いている。「クラフトボス コーヒーニューニュー ソイ&ミルク」へ継承。                                 |
| ミルキープレッソ ビターラテ                | 2022年4月12日                            | 300mlPET                         | 乳原料に植物由来原料をブレンドする「ハイブリッドニューミルク製法」を用いている。「クラフトボス コーヒーニューニュー ソイモカ」へ継承。                                    |
| ミルキープレッソ 甘熟バナナラテ            | 2022年8月9日                             | 300mlPET                         | コーヒー入り清涼飲料規格、「クラフトボス コーヒーニューニュー ソイバナナオレ」へ継承。                                                                                    |
| コーヒーニューニュー ソイ&ミルク           | 2023年2月28日                            | 450mlPET 300mlPET                | 450mlPETは販売終了 |
| コーヒーニューニュー ソイハニー            | 2023年5月30日                            | 450mlPET 300mlPET                | |
| 魅惑のイタリアーノ                         | 2023年3月21日                            | 280mlPET                         | 自動販売機限定 |
| コーヒークリームラテ                       | 2023年6月6日                             | 500mlPET                         | |
| ブラウン ホット                            | 2018年10月2日                            | 500mlPET                         | |
| 微糖 ホット                                |                                          | 450mlPET                         | |
| ミルキープレッソ ダブルホワイトラテ ホット | 2022年10月11日                           | 300mlPET                         | |
| ミルキープレッソ キャラメルラテ ホット     | 2022年10月11日                           | 300mlPET                         | |
| ストロベリーカフェモカ                     | 2024年1月21日                            |                                  | |
| パワーインラテ エスプレッソ＆バニラ        | 2024年3月12日                            | 280mlPET                         | カフェイン180mg配合 |
| パワーインラテ キャラメル＆クリーム        | 2024年3月12日                            | 280mlPET                         | ぶどう糖2400mg配合 |
| パワーインラテ カフェラテ＆バナナ          | 2024年3月12日                            | 280mlPET                         | バナナ1.5本分のエネルギーが含まれている |
| クラフトボス 悪魔の誘惑ダブルショコララテ  | 2025年1月28日                            |                                  | 「割るだけボスカフェ 天使のくちどけホワイトショコラ」の姉妹品であり、『トムとジェリー』とのコラボレーションキャンペーンも展開された。                                     |
| クラフトボス 凍らせてラテ・フラッペ        | 2025年4月8日                             |                                  | シリーズ初のフラッペタイプの飲料。 |

### 茶系飲料
特記がない限りコールド専用である
| 商品名                       | 発売時期       | 容量              | 備考                                                                                          |
| ---------------------------- | -------------- | ----------------- | --------------------------------------------------------------------------------------------- |
| ストレートティー             | 2021年7月13日  | 450mlPET          |                                                                                               |
| ライチティー                 | 2022年7月19日  | 600mlPET          | 期間限定。発売時の名称は 「クラフトボス ソルティライチTEA」だが、2023年の再発売に際して改名。 |
| いちご練乳ミルクティー       | 2023年12月12日 | 600mlPET          |                                                                                               |
| 抹茶ラテ                     | 2020年8月      | 500mlPET 280mlPET | 自動販売機向けに販売されていた280mlPETは販売終了。                                            |
| 太陽のアセロラティー         | 2022年5月10日  | 500mlPET          | 期間限定品。                                                                                  |
| ほうじ茶ラテ                 | 2022年2月15日  | 500mlPET          |                                                                                               |
| シトラス香るアイスティー無糖 | 2024年3月19日  | 600mlPET          | コールドブリュー製法を採用                                                                    |

| 商品名                                | 発売時期      | 容量                       | 備考 |
| ------------------------------------- | ------------- | -------------------------- | --- |
| フルーツティーエード                  | 202年3月18日  |                            | 台湾のティースタンドをモチーフとした製品                                                                                                  |
| ティーレモネードwithクールライム      | 202年3月18日  |                            | アメリカのカフェメニューの定番とされている「ティーレモネード」をモチーフとした製品                                                        |
| セイロンティー無糖                    | 202年4月15日  |                            | |
| 贅沢ミルクティー                      | 2025年4月15日 |                            | イギリスのミルクティーをモチーフとした製品                                                                                                |
| 台湾ライチティー                      | 2025年5月27日 |                            | 夏季限定品。 台湾のティースタンドのメニューからヒントを得ており、ジャスミン茶とヌワラエリア茶葉、ライチと白ぶどうの果汁が配合されている。 |
| ゴールデンアップルティー りんご＆洋梨 |               | イオングループ限定品。     | |
| 地中海スカッシュ                      | 2025年7月8日  | 夏季限定品である炭酸飲料。 | |

### その他
| 商品名                            | 発売時期      | 容量                                | 備考                                         |
| --------------------------------- | ------------- | ----------------------------------- | -------------------------------------------- |
| レモンミルク                      | 2023年7月18日 | 500mlPET 280mlPET（自動販売機向け） |                                              |
| フルーツスカッシュゴールド        |               |                                     | カフェインを配合。                           |
| いちごオレ                        | 2023年2月14日 | 500mlPET                            |                                              |
| カフェソーダ マンゴー＆パッション | 2025年2月4日  | 500mlPET                            |                                              |
| ベリー＆アサイー                  | 2025年4月1日  | 500mlPET                            | サントリー初のアサイー飲料                   |
| レモン＆カボス                    | 2025年4月1日  | 500mlPET                            |                                              |
| シークワーサー＆梅                | 2025年7月     |                                     | 夏季限定品で、熱中対策商品としての側面もある |

### 希釈用飲料
| 商品名                                                                  | 発売時期      | 容量  | 備考 |
| ----------------------------------------------------------------------- | ------------- | ----- | ---- |
| 割るだけクラフトボスカフェ 無糖                                         | 2025年3月28日 | 340ml |      |
| 割るだけクラフトボスカフェ 甘さ控えめ                                   | 2025年3月28日 | 340ml |      |
| 割るだけクラフトボスカフェ 焦がしキャラメル                             | 2025年3月28日 | 340ml |      |
| 割るだけクラフトボスカフェ 贅沢カフェインレス 甘さ控えめ                | 2025年4月24日 | 340ml |      |
| 割るだけクラフトボスカフェ 贅沢カフェインレス ほろにがカフェモカ        | 2025年4月24日 | 340ml |      |
| 割るだけクラフトボスカフェ 贅沢カフェインレス 贅沢コールドブリュー      | 2025年4月24日 | 340ml |      |
| 割るだけクラフトボスカフェ 贅沢カフェインレス ビターラテベース 糖質オフ | 2025年4月24日 | 340ml |      |
| 割るだけクラフトボスカフェ 贅沢カフェインレス 深煎りカフェインレス 無糖 | 2025年4月24日 | 340ml |      |
| 割るだけクラフトボスカフェ ロイヤルミルクティーベース                   | 2025年4月24日 | 340ml |      |
| 割るだけクラフトボスカフェ コクうまバニララテベース                     | 2025年7月1日  |       |      |

## 広報
一部製品のテレビCMは、宇宙人ジョーンズシリーズの一環として放送された。
一方、本シリーズのCMにおいては、他業種や既存作品のキャラクターを起用した例もあった。
たとえば2021年にインターネット上で公開された「クラフトボス フルーツティー」のCMでは、ゼスプリ・インターナショナル・ジャパンのマスコットキャラクター・キウイブラザーズが登場している。また、2022年にはコンピュータゲーム『星のカービィ』シリーズ30周年を記念したコラボレーションCMがインターネット上で公開されたほか、音楽配信サービスを通じてCMで使われた楽曲の配信も行われた。
懸賞が行われた例もあり、たとえば、2021年にはテレビアニメ『鬼滅の刃』のコラボレーションとして、同作の登場人物・煉獄杏寿郎をモチーフとした「心を燃やせ煉獄ボスジャン」を賞品としたリツイートキャンペーンが展開された。

### 作品
クラフトボス×テラスハウス 「9th WEEK MILK TEA COMING」篇
2019年8月30日にWebで公開された100秒のアニメーション作品『クラフトボス×テラスハウス 「9th WEEK MILK TEA COMING」篇』で、『TERRACE HOUSE TOKYO 2019-2020』とのコラボレーションとなっている。
CRAFT BOSSブランドの5種を擬人化したキャラクターである、ブラック（声：江口拓也）、ラテ（声：加藤英美里）、2代目ブラウン（声：神尾晋一郎）、ティー（声：西山宏太朗）、ミルクティー（声：厚木那奈美）が登場する。アニメーションの監督は篠田利隆、制作は魚雷映蔵。
関連して、山里亮太が登場する解説動画も公開された。
すべての父ちゃんたちへ
2020年6月18日に公開されたウェブCMで、テレビアニメ『クレヨンしんちゃん』の登場人物・野原ひろしが、息子しんのすけが生まれてから現在までを振り返る内容となっている。アニメ映画『クレヨンしんちゃん ガチンコ!逆襲のロボとーちゃん』の監督を務めた髙橋渉がCMの監督を務めた。高橋はメディアとのインタビューの中で、ひろしの内面のみで一つの作品を作れるとは思わなかったので新鮮だったと述懐しており、向き合う中で、すごいようでそうでもない、親しみやすい父親だったと振り返っている。
また、これに関連して春日部駅にクラフトボスの交通広告が掲示された。
Flash Back Memories
2020年12月10日に公開されたウェブCMで、アニメーション制作ソフト「Adobe Flash」のサポート終了を受けて制作された。このCMでは宮崎吐夢がナレーションを務めており、「ゴノレゴ」や「カナヘイ」といったFlash動画を用いてこのシーンの全盛期を振り返る内容となっている。
クラフトボスからソイやっ
2023年9月17日から公開されているクラフトボス ソイラテのCMで、新しい学校のリーダーズが登場する
春愁
Mrs. GREEN APPLEの楽曲で、ミュージックビデオが本製品とのコラボレーションとなっている。
クラフトボス 世界のTEA
2025年3月14日、「クラフトボス 世界のTEA」シリーズ商品の発売開始に向けたPR動画「世界の風篇」を配信。イメージキャラクターに松たか子・杉咲花・河合優実・伊藤沙莉・田村保乃、BGMに「メルト」（作詞・作曲：ryo、歌唱：初音ミク）を起用。サントリーの広報担当者のXによると、この選曲には「世界へ広がったこの曲のように『世界のTEA』が世界を吹き抜ける風のようになってほしい」との願いが込められる。2025年3月15日 - 同月17日にテレビコマーシャルとしても放送された。また、岡本信彦や田村保乃が「恋愛サーキュレーション」（歌唱：千石撫子　声：花澤香菜」に合わせてダンスをするウェブCMなども公開されている。